# Alger confidentiel (mini-série)
Alger Confidentiel est une mini-série franco-allemande en quatre parties de 45 minutes diffusée à partir du 17 février 2022 sur Arte, adaptation du roman Paix à leurs armes de l'écrivain allemand Oliver Bottini.

## Synopsis
En 2018 à Alger, un vendeur d’armes allemand est enlevé. Un responsable de la sécurité à l'ambassade allemande à Alger, ancien policier, mène l’enquête tout en vivant une romance avec une jeune juge d’instruction algérienne.

## Distribution
- Ken Duken (VF : Félicien Juttner) : Ralf Eley
- Hania Amar (VF : elle-même) : Amel Samraoui
- Sofiane Zermani (VF : lui-même) : Sadek Tadjer
- Isaak Dentler (VF : Guillaume Bouchède) : Peter Richter
- Dali Benssalah (VF : lui-même) : le colonel Toumi
- Hammou Graïa (VF : lui-même) : le général Soudani
- Raphaël Acloque (VF : lui-même) : Djamel Benmedi
- Idir Chender (VF : lui-même) : Aziz Amrani
- Anna Schudt (VF : Karine Texier) : Katharina Prinz
- Martin Brambach (VF : Thierry Hancisse) : Reinhold Wegner
- Olivier Chantreau (VF : lui-même) : Alexis Clérel
- Mohamed Djouhri (VF : lui-même) : Youcef Benmedi
- Jele Brückner (VF : Audrey Sourdive) : Amélie Beinholdt
- Caroline Hanke (VF : Pauline Ziadé) : Wiebke Ebert
- Patrick Heyn (VF : Tanguy Goasdoué) : Konrad Ost
- Marc Hosemann (VF : Olivier Benard) : Toni Schumacher
- Rainer Furch (VF : Philippe Vincent) : l'ambassadeur Fasch
- Foëd Amara : Hamza
- Dominic Gould : Harry Lime
- Dourane Fall : l'amant de Clérel
- Djemel Barek : Mohamed El Kitab
- Soufiane Guerrab : Ahmed

## Critiques
Avant même sa diffusion, la série est critiquée par la presse officielle algérienne, l'APS l'accuse de véhiculer la haine de l'Algérie et de remettre au goût du jour la thèse du « qui tue qui ? », qualifiant la série de « navet » et accusant le service public audiovisuel français de soutenir le terrorisme en Algérie.
Les déclarations du réalisateur Frédéric Jardin concernant l'œuvre ont également été critiquées par des médias algériens, reprochant au réalisateur des « approximations », et une « totale partialité ».
ÉcranLarge qualifie la série d'« évasif, cliché et fade, Alger confidentiel parle beaucoup pour ne rien dire. Une minisérie pas insupportable, mais clairement ennuyeuse et techniquement bancale, dont la principale qualité est de n'être composée que de quatre épisodes. », il attribue à la série une note de 2/5.